# Bouke Scholten

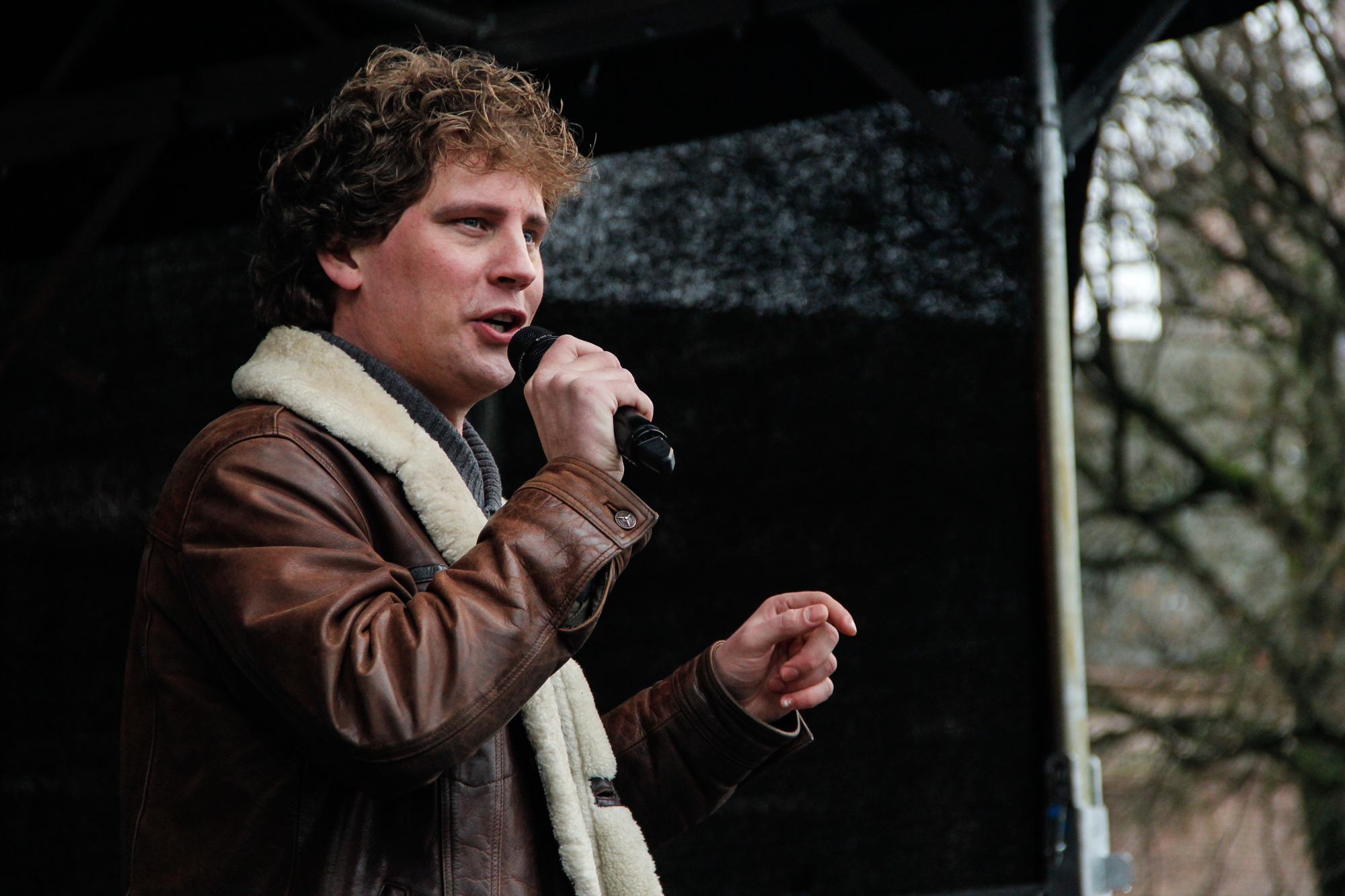
Bouke, 2013

Bouke Scholten (* 24. Juni 1981 in Emmen), als Künstler nur unter seinem Vornamen Bouke bekannt, ist ein niederländischer Sänger, der vor allem durch seine Elvis-Imitationen bekannt wurde. 

## Leben
Seine ersten Liveauftritte absolvierte Bouke im Alter von 18 Jahren. Im Jahr 2004 brachte er sein erstes Album mit dem Titel In mijn hart ben jij bij mij heraus, das vorwiegend Lieder in niederländischer Sprache enthielt.
2009 gewann der damals 27-jährige Bouke den Talentwettbewerb Waar is Elvis?! (deutsch Wo ist Elvis?!) und war bald darauf in der Szene so bekannt und angesehen, dass er von den Organisatoren der Elvis Memorial Tour eingeladen wurde, anlässlich des 35. Todestages von Elvis Presley am 16. August 2012 ein Konzert auf Presleys ehemaligem Wohnsitz Graceland zu geben.
Ein weiterer Höhepunkt in Boukes musikalischer Laufbahn war, ein Album in den legendären Sun Studios aufzunehmen, wo Elvis Presley einst entdeckt wurde und auch andere namhafte Künstler wie Johnny Cash, Jerry Lee Lewis, Roy Orbison und Carl Perkins Aufnahmesessions hatten. Dort entstand sein 2018 veröffentlichtes Album Bouke at Sun.
Außerdem nahm Bouke einige Lieder mit Presleys ehemaligem Pianisten Glen D. Hardin auf und stand mit Presleys ehemaligem Begleitchor The Imperials auf der Bühne.

## Diskografie (Alben)
- 2004: In mijn hart ben jij bij mij
- 2005: Dit gaat nooit meer over
- 2005: A song of love
- 2006: Alles wat ik doe
- 2008: In mijn gedachten
- 2011: Bouke sings Elvis and other hits
- 2011: For the good times
- 2016: Come a little bit closer
- 2017: This is me
- 2018: Bouke at Sun